# Conill de Nova Anglaterra
El conill de Nova Anglaterra (Sylvilagus transitionalis) és una espècie de conill del gènere Sylvilagus. És endèmic de Nova Anglaterra (Estats Units). El seu hàbitat natural són les zones de successió situades en paisatges més extensos amb matollars i zones humides. Està amenaçat per la destrucció del seu medi. El seu nom específic, transitionalis, significa 'de transició' en llatí.